# Rellen en opstanden in Amsterdam
Dit is een overzicht van rellen en opstanden in Amsterdam door de eeuwen heen.
Voor de eerste rellen en opstanden in de geschiedenis van Amsterdam moeten we terug naar de 13e eeuw. De aanleiding is een oorlog tussen de Kennemers, Waterlanders en West-Friezen met de bisschop van Utrecht. Om de bisschop ten val te brengen, rukken ze samen met de Amsterdammers op naar Utrecht en brengen hem met succes ten val.

## Opstand der Weeskinderen in 1566
Er volgt een periode van relatieve rust en groei voor de stad Amsterdam. Tot aan het jaar 1566, als de opstand der Weeskinderen plaatsvindt. Aanleiding deze keer is onduidelijk. Ruiten werden ingegooid, burgers gemolesteerd, kinderen klommen in de toren van de Oude Kerk en klauterden op de daken van de huizen. Dit oproer heeft men nooit kunnen verklaren.

## Inval in Amsterdam in 1577
Gedurende het jaar 1577 maken gouverneur Sonoy en kolonel Herman Helling plannen om Amsterdam in te nemen. Begin november wordt Nicolaas Ruychaver betrokken bij deze plannen. In de nacht van 22 en 23 november weten luitenant Circourt met enkele Oranjegezinde soldaten en geuzen de stad binnen te komen. 's Ochtends vindt de confrontatie plaats tussen het Oranjegezinde leger en het Amsterdamse stadsleger op de Dam bij het oude stadhuis. Helling en zijn mannen worden omsingeld en al vechtend omgebracht. Ruychaver weet zich te verschansen bij de nieuwe kerk en biedt nog 200 kronen voor zijn vrijheid, hij wordt echter ook omgebracht. Zie verder: Aanslag op Amsterdam (1577).

## Aansprekersoproer in 1696
Het aansprekersoproer of biddersoproer was een oproer op 31 januari en 1 februari 1696 in Amsterdam dat begon op de Dam op de dag dat een nieuwe regeling en belasting op het begraven in werking zou treden, maar ook de aansprekers zouden worden geïnstalleerd. 's Ochtends stroomde het volk naar de Dam. Daar werd een parodie gegeven op de nieuwe wijze van begraven. De burgemeesters schrokken van de opkomst en de nieuwe regel werd zes weken uitgesteld. De burgemeesters hadden besloten een beperkt aantal officiële aansprekers en dragers te benoemen, namelijk 72 in plaats van de ongeveer 300 vrije, onder oppertoezicht van vier commissarissen, die het werk moesten regelen en de financiële administratie zouden voeren.

## Pachtersoproer in 1748

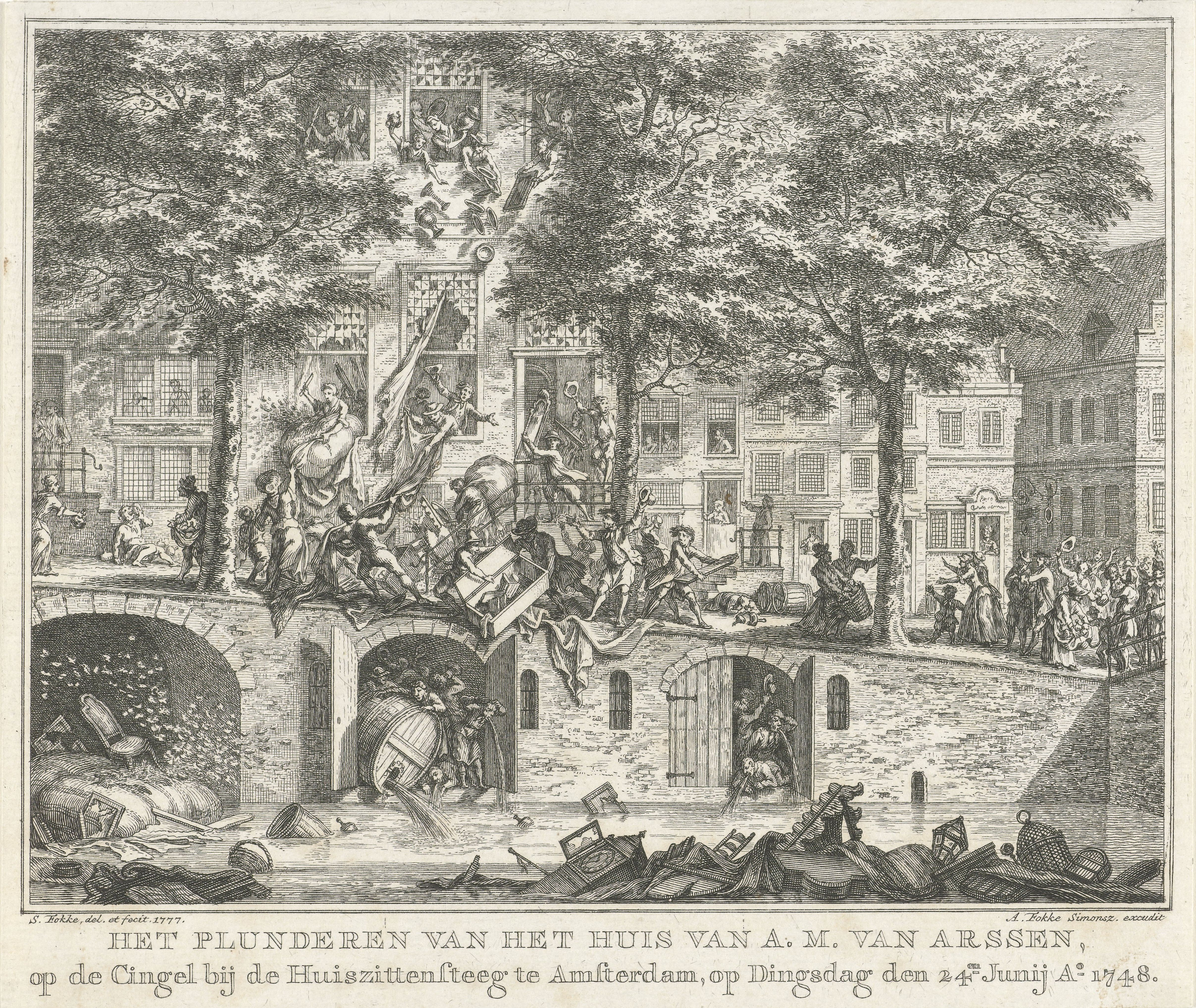
"Het plunderen van het huis van A.M. van Arssen, op de Cingel bij de Huiszittensteeg te Amsterdam, op Dingsdag den 24en Junij A° 1748".

In de rij van rellen mag het Pachtersoproer van 1748 niet ontbreken. Er ontstond een groeiend verzet tegen de wijze waarop de pachters van landsmiddelen hun verplichtingen nakwamen. Overal zag men, dat die pachters van de belastingen schatrijk werden. In 1748 ontstonden naar aanleiding hiervan openbare protesten en uiteindelijk resulteerden dit in rellen met de gebruikelijke plunderingen. De rellen begonnen op het huidige Rembrandtplein waar verzameld werd en rukten op naar de huizen van de pachters aan de bekende grachten.

## Bijltjesoproer in 1787
In de bloeiperiode van de scheepsindustrie in de achttiende eeuw waren er duizenden arbeiders op de Oostelijke Eilanden van Amsterdam aan het werk. De scheepstimmerlieden van Kattenburg waren, vanwege hun werktuig ook wel de 'Bijltjes' genoemd, sterk georganiseerd in een eigen korps dat onder leiding stond van zeeofficieren. De prinsgezinde Bijltjes ontketenden een ware oorlog met de patriotten, toen deze enkele prinsgezinde burgemeesters achter elkaar afzetten. De Bijltjes richtten vernielingen aan in de stad en haalden vervolgens de brug naar Kattenburg op om zich achter kanonnen te verschansen. Toen, mei 1787, de patriotten erin slaagden de brug weer neer te halen, werd de opstand van de Bijltjes op bloedige wijze de kop in gedrukt.

## Soeploodsoproer in 1835
In 1835 voerde de gemeente Amsterdam een belasting in op onroerend goed die vooral kleine huizenbezitters trof. Deze konden de belasting niet verhalen op hun huurders. Uit woede bestormden zij de soeploods op de Herenmarkt en staken die in brand met terpentijn. Daarmee was het soeploodsoproer geboren. De loods dankte zijn naam aan de soepuitdelingen die er in de winter aan armen plaatsvond. De bewakers, 60 man schutterij, waren binnen gaan zitten in verband met een regenbui en moesten verrast vluchten. Een aanval op het huis van de burgemeester mislukte. Omdat de garnizoenscommandant, kolonel Hodshon, niet in de stad was greep het leger pas in toen alles voorbij was. De affaire leidde tot het ontslag van burgemeester jhr. Frederik van de Poll. Kolonel Hodshon kreeg een koninklijke berisping wegens 'gebrek aan voorzorg en veerkracht'.

## Palingoproer in 1886

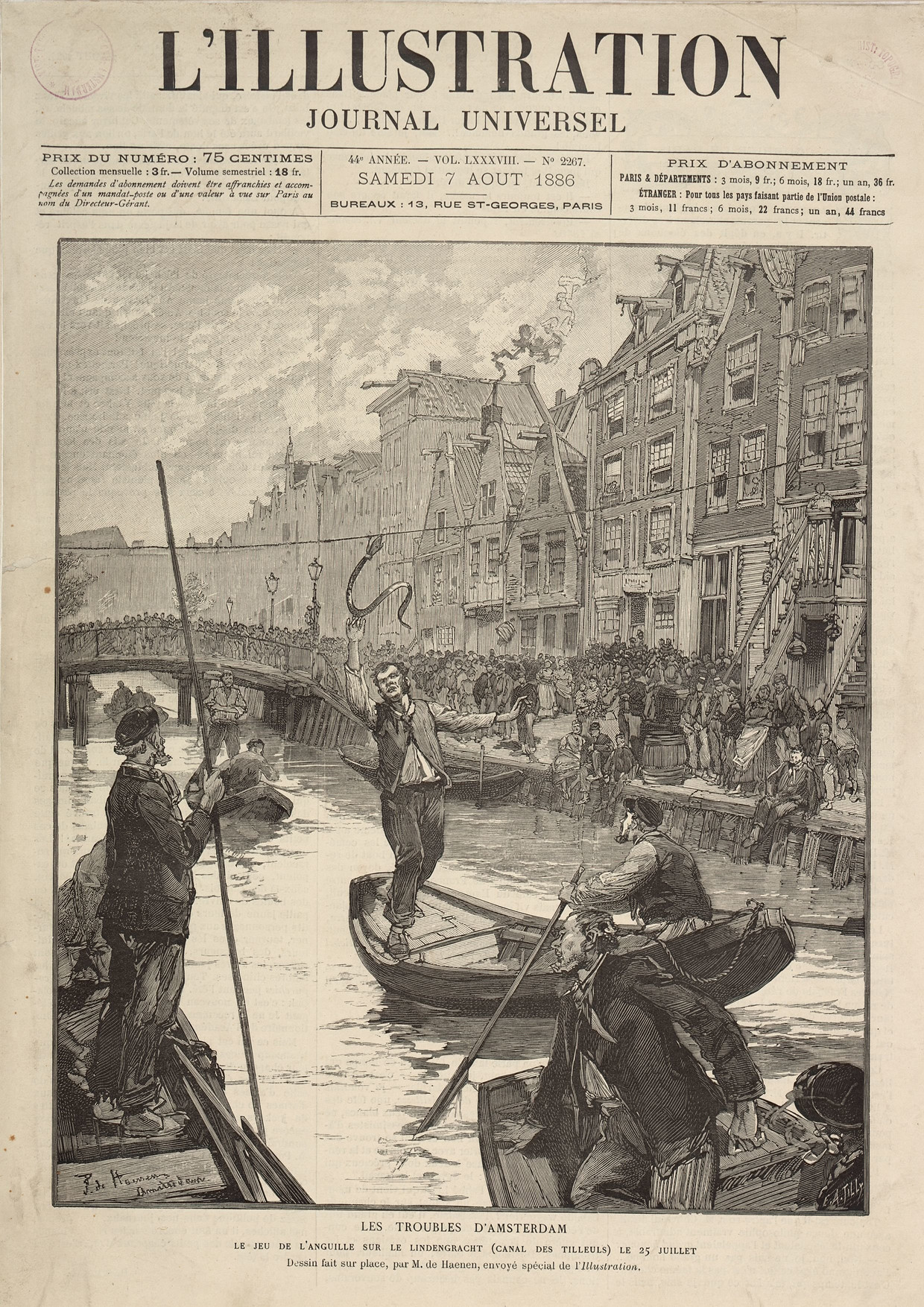
Palingtrekken in de Jordaan, 1886

Ook bekend is het Palingoproer in de Jordaan van 1886. Op de nog niet gedempte Lindengracht waren Jordaners bezig met een oude Amsterdamse traditie, die inmiddels was verboden: Palingtrekken. Boven de gracht hing aan een touw, een dikke paling. De bedoeling was om al varend in een bootje de paling van het touw te rukken. Juist op die zondag kwam de politie de Jordaan in om een einde te maken aan het Palingtrekken. Een opstand brak uit en een nieuwe rel was geboren. De volgende dag gingen de rellen verder, de straten in de Jordaan werden opgebroken en barricaden werden gebouwd. Na vele waarschuwingen kwam het leger in actie. Er werd geschoten en charges met de sabel werden uitgevoerd. Er vielen uiteindelijk 25 doden.

## Aardappeloproer in 1917

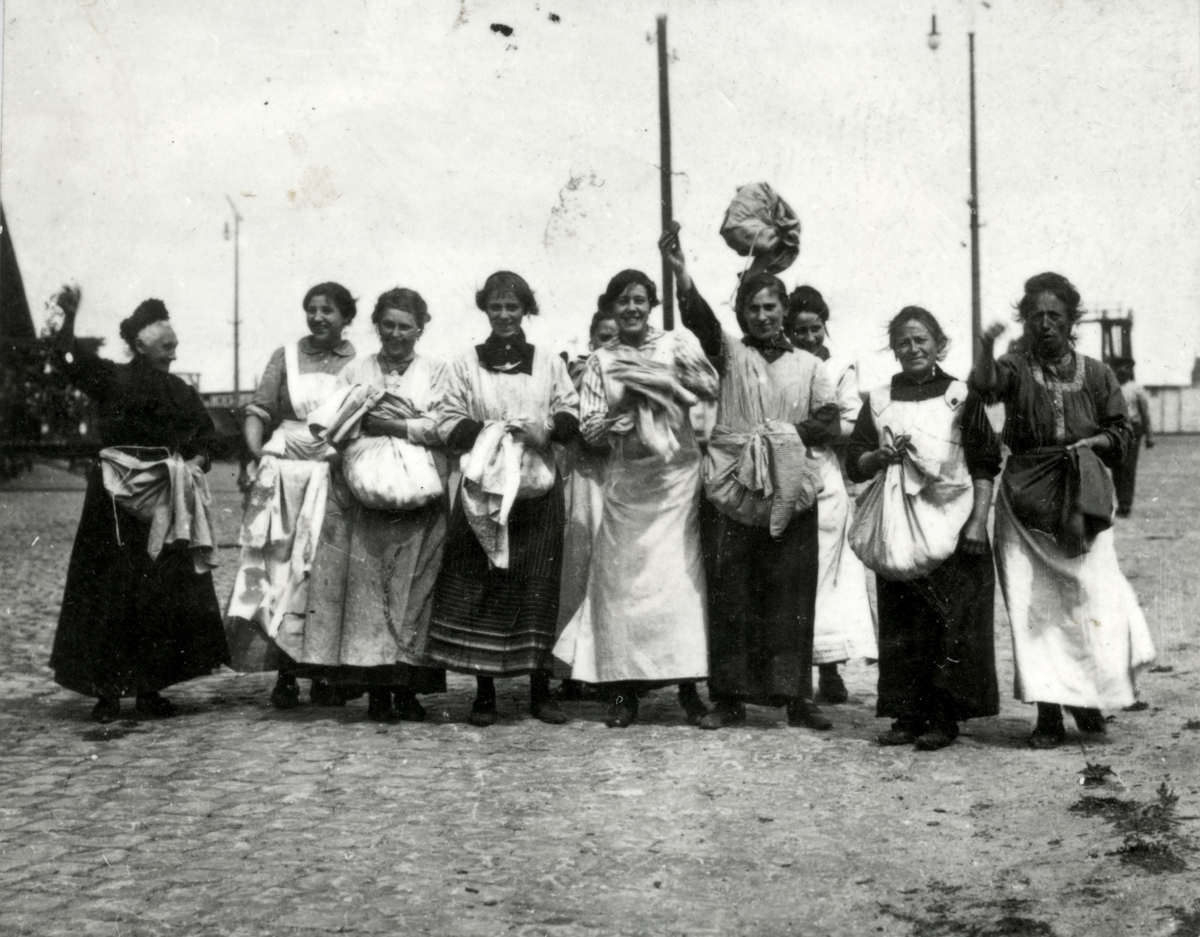
Vrouwen met hun aardappelbuit.

In 1917 brak het Aardappeloproer uit ten gevolge van een te strenge rantsoenering van de aardappelen. In dit oorlogsjaar (de Eerste Wereldoorlog was drie jaar geleden begonnen) ontstond een schaarste aan aardappelen ten gevolge van slechte oogsten en de moeizame levering van aardappelen vanuit het buitenland. Het oproer begon toen een aantal vrouwen zich meester hadden gemaakt van een partij aardappels die bestemd was voor de militairen. Toen een menigte uit de Jordaan en Kattenburg zich op drie wagonladingen had gestort vielen de eerste doden. Uiteindelijk kwam met enkele schoten in de Kinkerstraat, op de Brouwersgracht en het Kattenburgerplein een einde aan het oproer. Uiteindelijk vielen er negen doden en 114 gewonden.

## Jordaanoproer in 1934

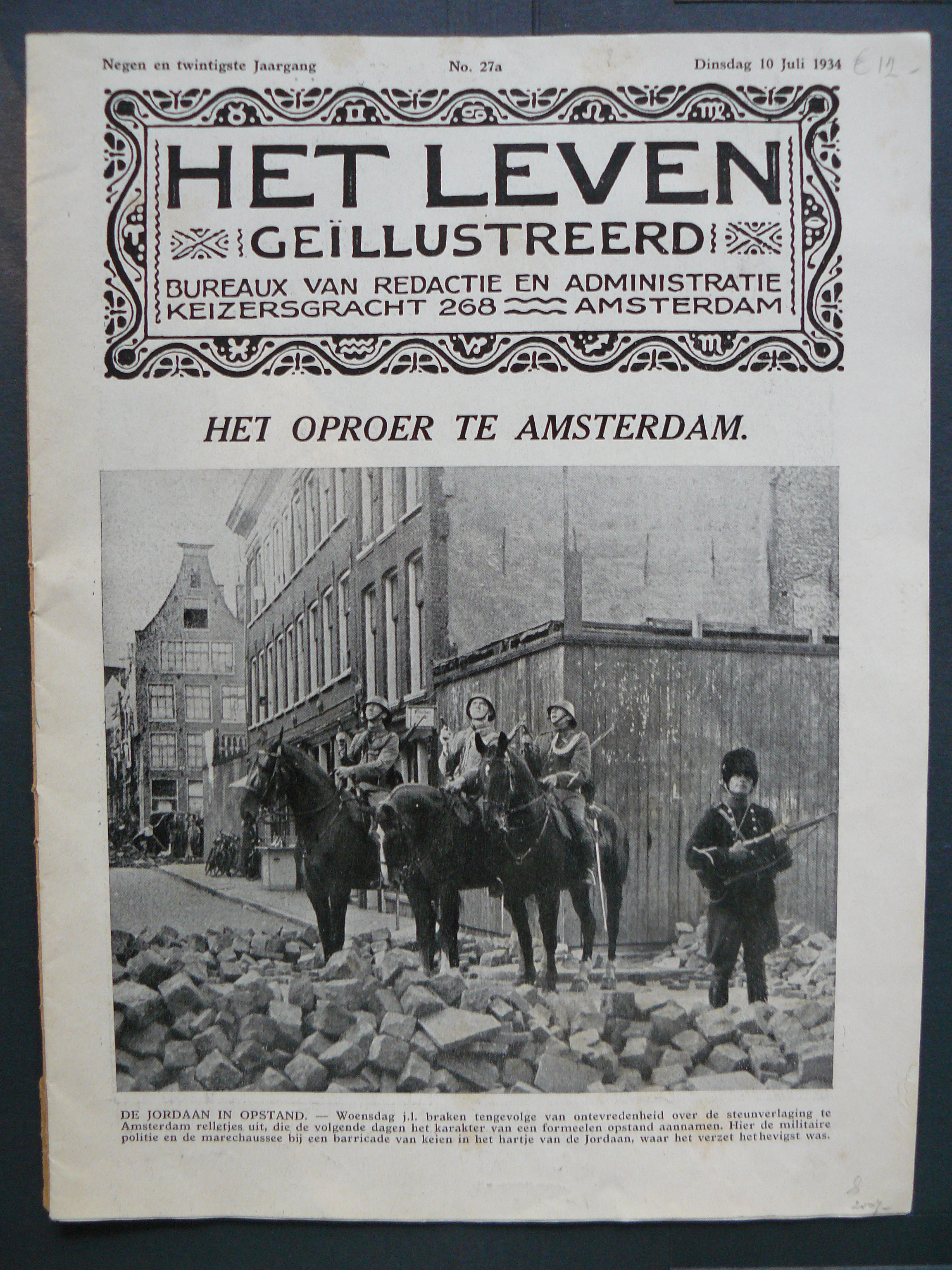
Voorkant van de extra editie van het geïllustreerde weekblad Het Leven van 10 juli 1934.

Op 4 juli 1934 was er in het gebouw De Harmonie aan de Rozengracht (nr. 207-213) een bijeenkomst tegen de steunverlaging van het Werklozen Strijd Comité, een organisatie van de Communistische Partij Holland (CPH). Op dezelfde avond zou de Nationaal-Socialistische Beweging (NSB) een bijeenkomst houden in de Indische Buurt, die echter niet doorging vanwege het overlijden van prins Hendrik. Tegenstanders van de NSB gingen nu demonstreren tegen de verlaging van de werkloosheidsuitkering en werden daarbij tegengehouden door de politie. Dit leidde tot een fel gevecht waarbij de politie met stenen en dakpannen werd bekogeld. De straatverlichting werd vernield; van politiezijde werd geschoten. Amsterdam werd in die jaren, zoals zoveel steden in het industrialiserende Nederland, gekenmerkt door toenemende sociaal-economische tegenstellingen, en de Jordaan was nog een echte volksbuurt waar veel armen leefden.
De volgende dag was er een oorlogstoestand in de Jordaan. Bewoners trachtten bruggen in brand te steken. Op zaterdag 7 juli werd de wijk bezocht door minister-president Hendrik Colijn; hij gelastte een harder optreden van de politie. Het leger werd ingezet en de persen van de communistische krant De Tribune werden onklaar gemaakt. Op maandag 9 juli was het oproer voorbij; volgens het verslag van hoofdcommissaris Versteeg uit november 1934 vielen er vijf doden en 56 zwaargewonden, onder wie acht politieagenten en één marechaussee. Bij ongeregeldheden in dezelfde periode in Rotterdam viel één dode. Er werden in Amsterdam 107 arrestaties verricht. Aan de opstand is al te nadrukkelijk de naam Jordaanoproer verbonden; er braken ook gevechten uit in de Staatsliedenbuurt, de Spaarndammerbuurt, Oostelijke Eilanden, Amsterdam-Noord en ook elders in het land, hoewel ze nergens die omvang kregen als in de Jordaan.

## Rellen bij Felix Meritis in 1956

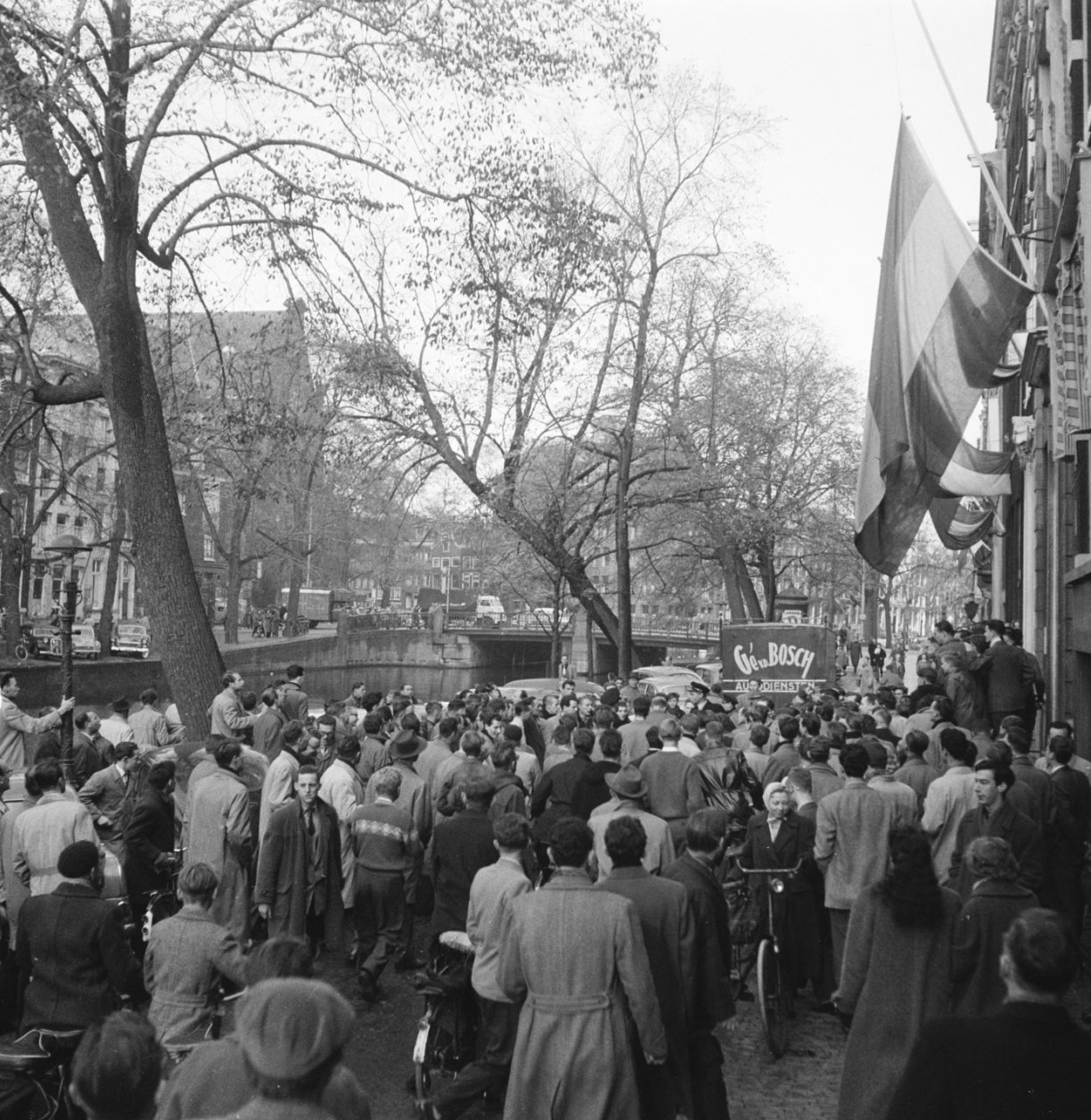
Relletjes bij het redactiekantoor van De Waarheid aan de Keizersgracht te Amsterdam; 5 november 1956.

In de jaren vijftig stond Felix Meritis aan de Keizersgracht symbool voor het communisme in Nederland. In het gebouw was de redactie van De Waarheid en het bestuur van de Communistische Partij Nederland gevestigd. Dit beeld is verankerd in het collectieve geheugen sinds de bestorming van het gebouw op 4 november 1956 als reactie op de Russische inval in Hongarije.

## Rellen bij het huwelijk van Beatrix en Claus in 1966
Op 10 maart 1966 vond het burgerlijk huwelijk van prinses Beatrix en prins Claus plaats in het stadhuis van Amsterdam en op dezelfde dag werd het huwelijk kerkelijk ingezegend in de Westerkerk. 
De rijtoer met de Gouden Koets door Raadhuisstraat naar en van de kerk in Amsterdam, waar de Provobeweging zich al tijden roerde, werd verstoord door relletjes met rookbommen en zevenklappers, als protest tegen het huwelijk. Volgens enkele kranten waren er zo'n duizend relschoppers. Een deel scandeerde "revolutie" en "Claus heraus".{{Volgens de politie waren er zeven rookbommen gegooid. Een provo beweerde daarentegen dat alleen hij al er 210 had gefabriceerd, waarvan er veertig in de grachten waren terechtgekomen.}} Dranghekken en vlaggenmasten werden omvergetrokken en fietsen en bromfietsen op straat gegooid. In de Kalverstraat werd een auto omgeduwd.

## Telegraafrellen in 1966

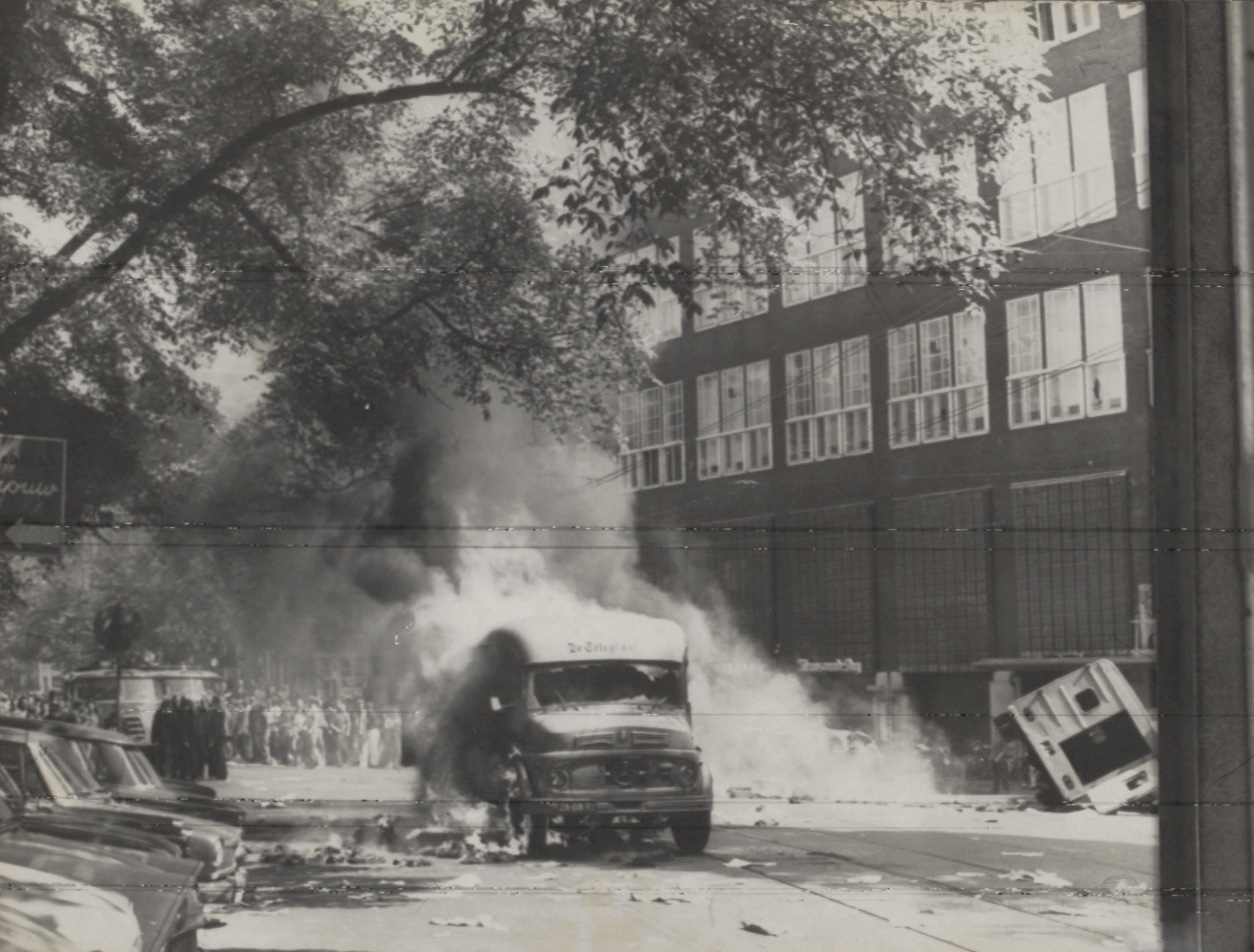
Telegraaf-vrachauto in brand op de Nieuwezijds Voorburgwal; 14 juni 1966.

"Zelden in de geschiedenis van onze stad is het voorgekomen, dat uw raad zich moest bezighouden met een zo beschamende, treurige zaak als vandaag aan de orde is. De verschrikkelijke gebeurtenissen van 13 en 14 juni vervullen ons allen met diepe afkeer, verontwaardiging, spijt en grote bezorgdheid." Dit zijn de woorden van burgemeester van Hall naar aanleiding van de Telegraafrellen en we bevinden ons in het jaar 1966. Bij het toenmalige Telegraafgebouw aan de Nieuwezijds Voorburgwal, waar destijds behalve de redactie ook nog de drukkerij gevestigd was, ontstonden straatgevechten. Daarbij gooiden de bouwvakkers en andere betogers de vrachtwagens van de Telegraaf om, staken deze in brand en trachtten het gebouw al vechtend binnen te dringen, wat niet lukte. Het Telegraafpersoneel verdedigde zich en bovendien was het gelukt de rolluiken aan de straatzijde tijdig te sluiten. Er werden ook rollen krantenpapier in brand gestoken.
De aanleiding van de rellen begon op 13 juni 1966. Dat was in Amsterdam de startdatum van de uitbetaling van de vakantiebonnen van de bouwvakarbeiders. Tot grote woede van velen kregen de niet-georganiseerde bouwvakkers een korting van 2% vanwege administratiekosten. Leden van de vakbonden werden niet gekort. De discussies hierover liepen zeer hoog op. Bij de opening van het betaalkantoor kwam het tot enig handgemeen en geduw en getrek. Uiteindelijk greep de politie in met gebruik van de wapenstok.

## Schoonvegen van de Dam in 1970

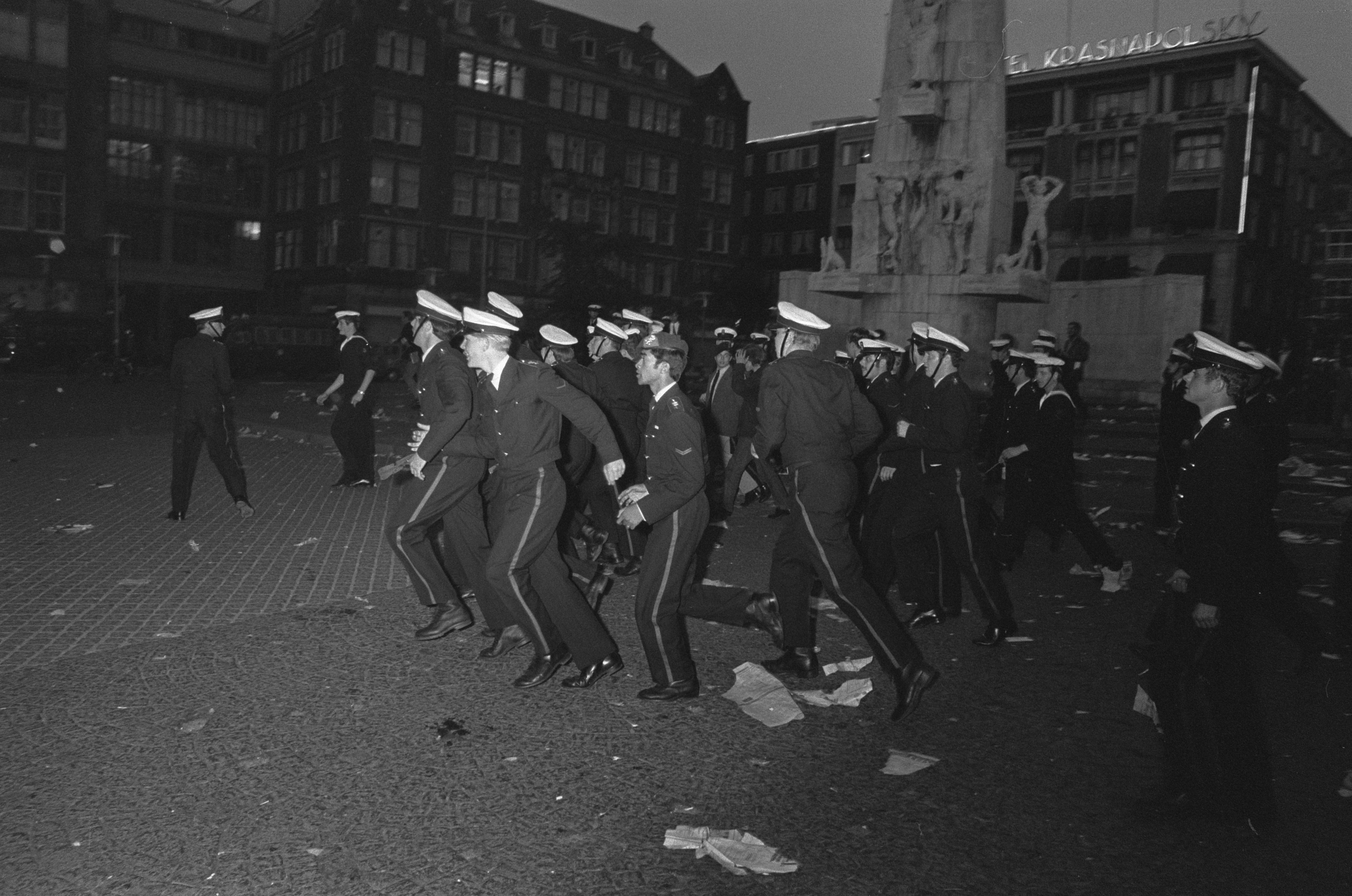
Mariniers verwijderen Damslapers bij Nationaal Monument op de Dam; 25 augustus 1970.

Met het Schoonvegen van de Dam wordt de actie aangeduid waarmee manschappen van het Korps Mariniers en van de Koninklijke Marine op 25 augustus 1970 hippies van de Amsterdamse Dam verjoegen. In de zomer van 1970 was het Nationaal Monument op de Dam een verzamelplaats geworden van hippies die er met honderden tegelijk overnachtten. Vanwege de overlast besloot burgemeester Samkalden het slapen op de Dam te verbieden. Dit verbod ging in op 24 augustus 1970 en leidde tot heftige rellen waarbij 50 gewonden vielen en plunderingen voor kwamen. Het was de laatste keer dat er in Nederland door de politie met scherp op betogers geschoten werd. Agent de Jong, in het nauw gedreven, lostte drie schoten. Gewonden: een journalist van "De Tijd", een Italiaanse toerist die net via het Centraal Station Amsterdam binnenwandelde en een docent die studenten van de sociale academie rondleidde door Amsterdam.
De volgende dag was het nog niet rustig op de Dam en besloten 80 mariniers uit Doorn en Den Helder, die naar de hoofdpersonages uit een populaire film "De Jantjes" genoemd werden, het recht in eigen hand te nemen. Zij sloegen de hippies met knuppels en koppelriemen van de Dam. Dit deden zij zonder zonder toestemming van de overheid of de marineleiding.

## Krakersrellen vanaf 1975
Veel grote rellen vonden plaats eind jaren zeventig en begin jaren tachtig. Deze rellen zijn de geschiedenisboeken in gegaan als de Krakersrellen. Kraken werd geïntroduceerd in de jaren zestig door de provobeweging, dat in 1966 het Witte Huizenplan lanceerde.

### Nieuwmarktrellen in 1975

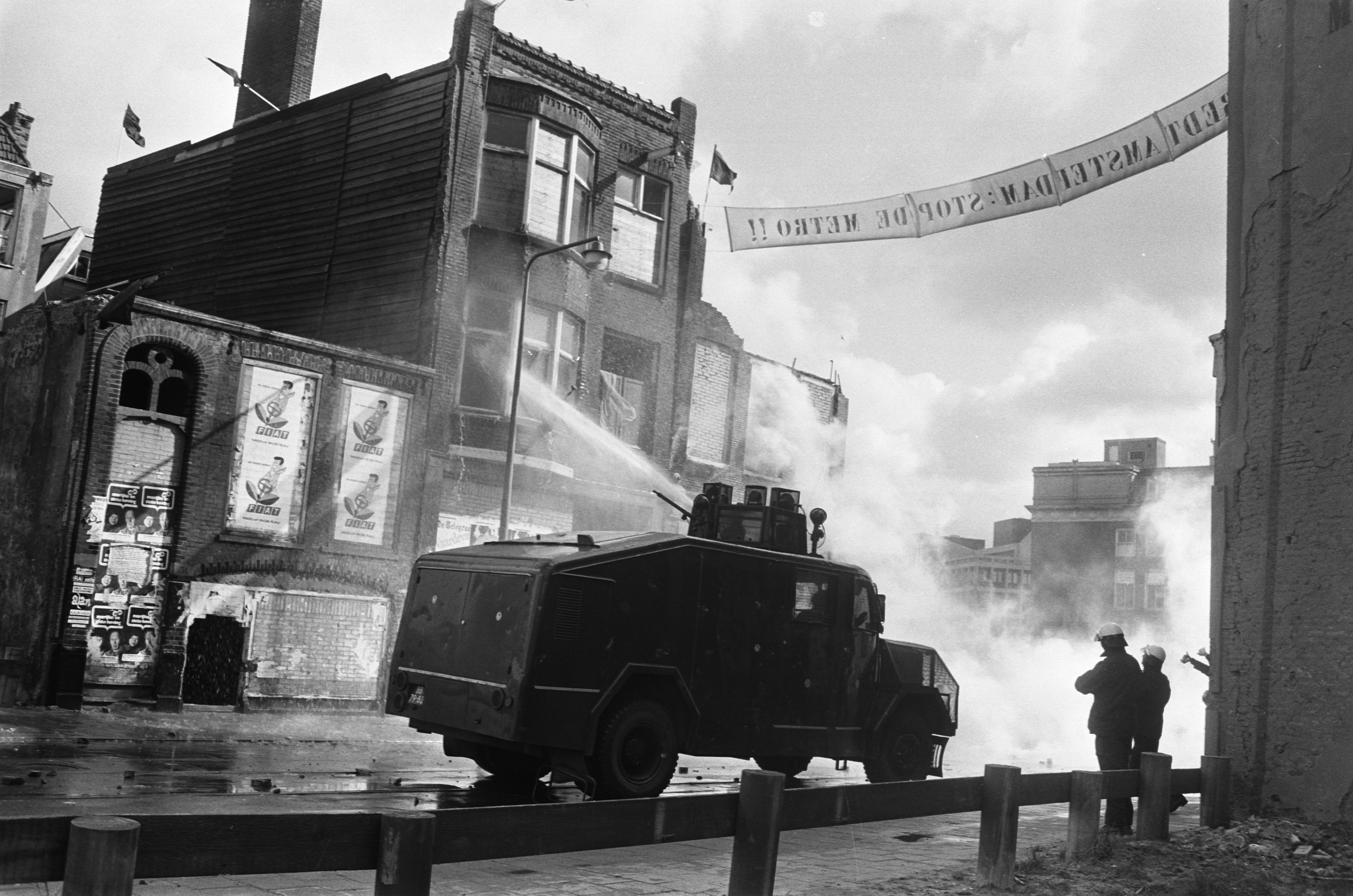
Rellen bij de ontruiming van panden in de Nieuwmarktbuurt in Amsterdam; het waterkanon in actie; 24 maart 1975

De Nieuwmarktrellen op 24 maart en 8 april 1975, naar aanleiding van de bouw van de metro, zullen velen zich nog wel kunnen herinneren. De Nieuwmarktrellen, ook wel metrorellen, waren ernstige ongeregeldheden in de Nieuwmarktbuurt. De rellen braken uit rondom de aanleg van de tunnel van de Zuidoostlijn van de Amsterdamse metro. Hiervoor moesten veel woningen in de oude wijk de Lastage tussen de Geldersekade en Oudeschans worden gesloopt, wat op veel verzet stuitte van de bewoners. In 1975 besloot de gemeente Amsterdam na voltooiing van de Oostlijn geen nieuwe metrolijnen meer te bouwen.
Voorts was er aanvankelijk het plan tot aanleg van een brede vierbaansweg door de Nieuwmarktbuurt, die onderdeel was van het Wederopbouwplan uit 1953. Deze zou lopen van de Wibautstraat via de Weesperstraat en de Nieuwmarktbuurt naar de Prins Hendrikkade. Op 5 januari 1972 werd door de gemeenteraad met één stem verschil besloten deze Lastageweg niet aan te leggen en de nieuwe bebouwing volgens de oude rooilijnen te bouwen. Ook kwamen er geen kantoren maar woningen. Tussen 1975 en 1984 verrezen rondom het behouden gebleven en in 1974-1975 gerestaureerde Huis De Pinto aan de Sint Anthoniesbreestraat nieuwbouwwoningen langs de oude rooilijnen, ook boven de afgezonken metrotunnel.

### Rellen rond de Grote Keyzer in 1978
In de jaren 1978 en 1979 vond er een omslag plaats in de krakersbeweging door hard optreden door politie en knokploegen. De verdediging van de op 1 november 1978 gekraakte De Groote Keijser (Keizersgracht 242-252) was daarvan het eerste voorbeeld. Het pand werd uiteindelijk door de gemeente aangekocht voor jongerenhuisvesting.

### Rellen rond de Vondelstraat in 1980

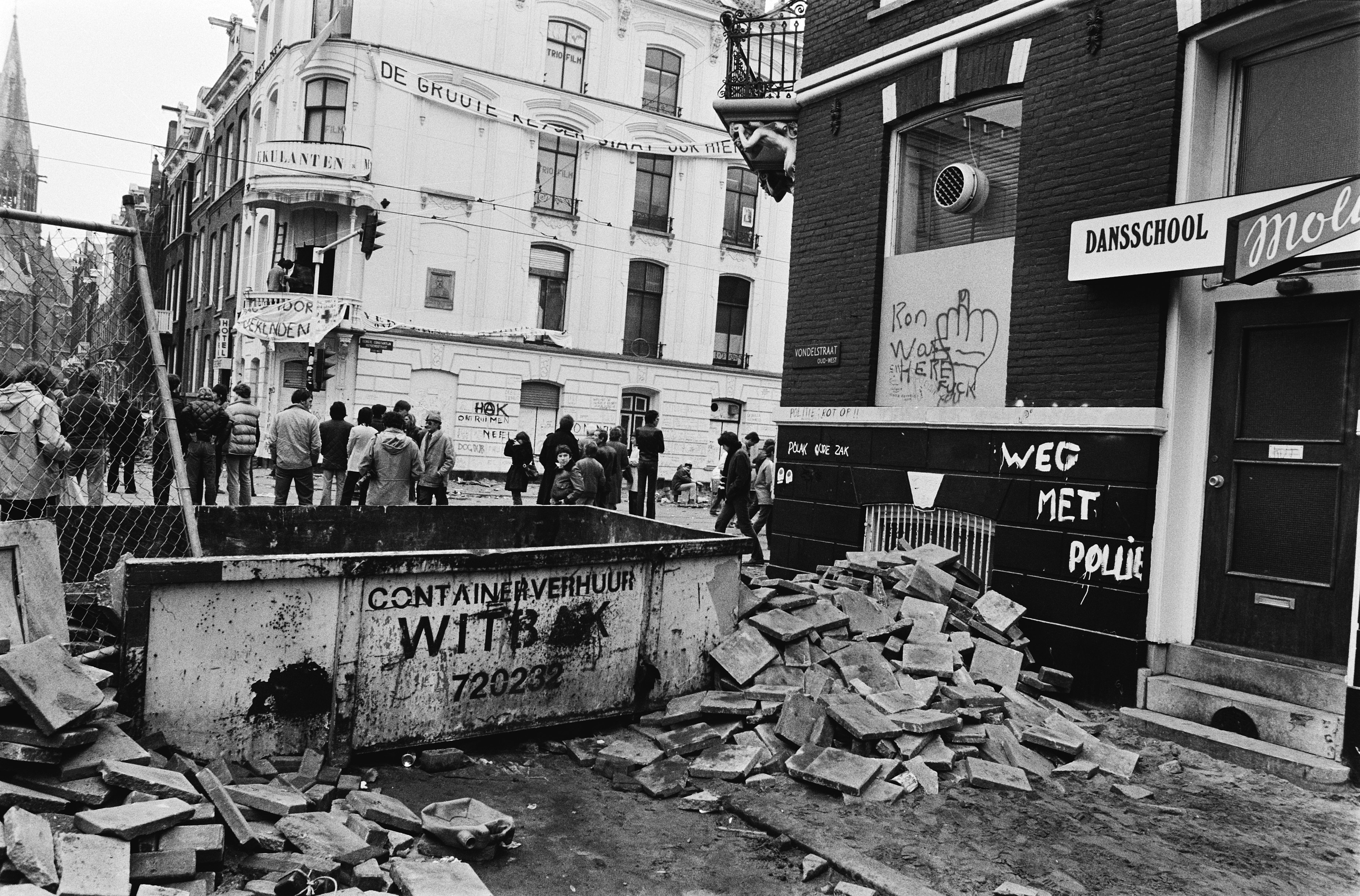
Barricaden rond kraakpand in de Vondelstraat; 1 maart 1980.

Een dreigende ontruiming van een gekraakt pand op de hoek van de Vondelstraat en de Eerste Constantijn Huygensstraat leidde begin maart 1980 tot een driedaagse bezetting van het kruispunt. Een pand aan de Vondelstraat werd tweemaal gekraakt en daarna ontruimd. De politie zette zelfs pantservoertuigen van de genie in om door de barricaden te komen. De inzet van militairen en pantservoertuigen stond symbool voor de geëscaleerde verhoudingen tussen de actievoerders en de autoriteiten.
De hele actie zorgde er wel voor dat de inhuldiging van koningin Beatrix op 30 april 1980 enkele weken later werd aangegrepen voor een nieuwe confrontatie met de politie, die de geschiedenis in zou gaan als het kroningsoproer. De woningnood onder jongeren in combinatie met aanzienlijke leegstand van vastgoed in de grote steden zorgde ervoor dat er begrip ontstond bij de Nederlandse bevolking voor het kraken, maar veel steun ging ook snel weer verloren door het aanhoudende militante optreden van radicale delen van de kraakbeweging.

### Kroningsoproer in 1980

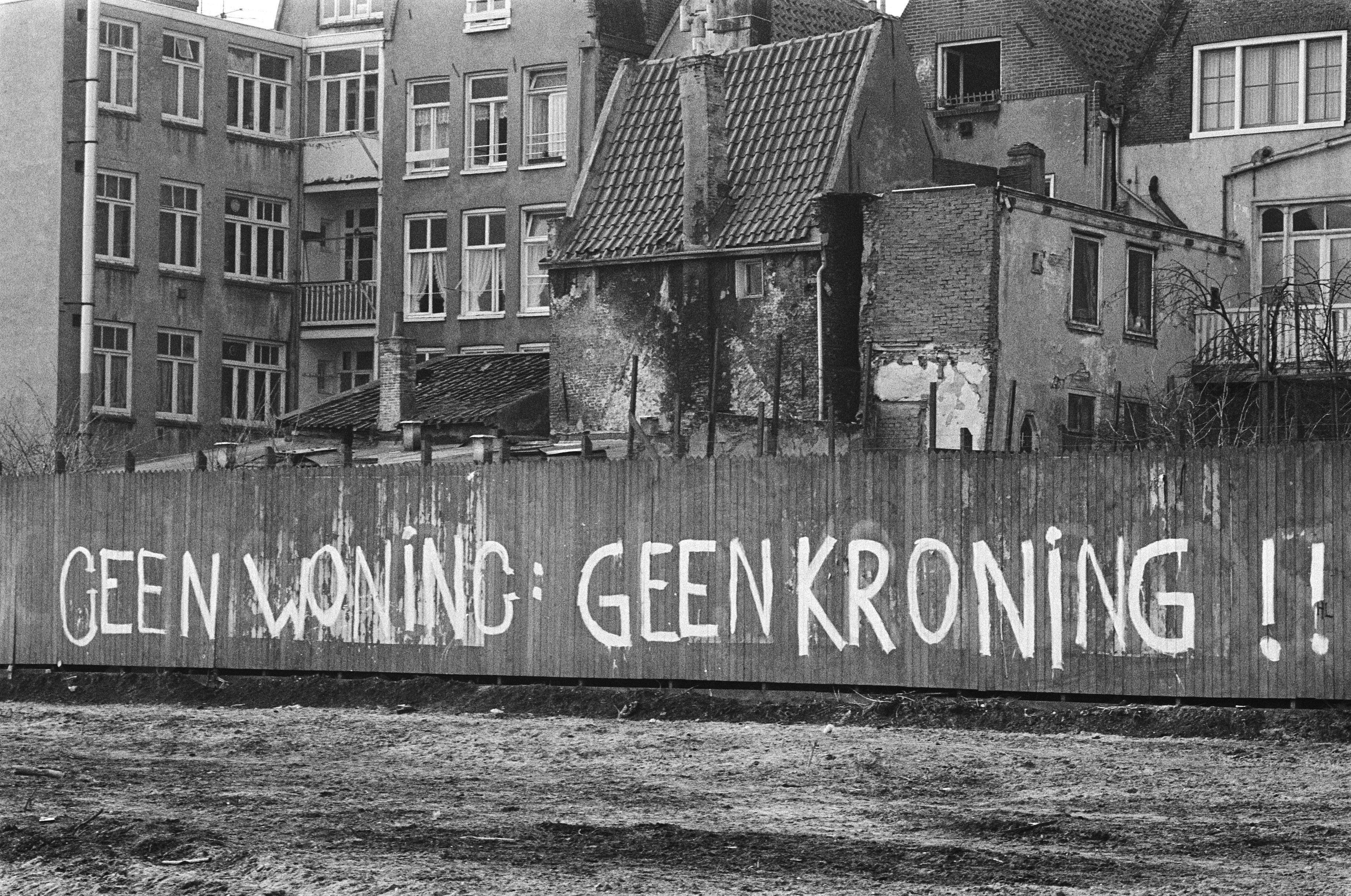
Tekst "Geen woning, geen kroning" op een schutting.

Op 30 april 1980 werd de inhuldiging van koningin Beatrix door krakers uitgeroepen tot nationale kraakdag met massale ordeverstoringen als resultaat. Het kroningsoproer of de kroningsrellen van 30 april 1980 is een van de grootste ordeverstoringen of rellen in de Nederlandse geschiedenis in vredestijd. Tijdens de troonsafstand van koningin Juliana met inhuldiging van koningin Beatrix waren de straten van Amsterdam niet het toneel van het volksfeest waar de organisatoren op hadden gehoopt. Onder de leus "Geen woning, geen kroning!" gingen krakers, autonomen en andere al dan niet radicale jongeren de straat op met verschillende doelen: een deel protesteerde tegen de woningnood, anderen waren van plan de 'kroning' (feitelijk: inhuldiging) te verstoren. De dag eindigde in grote rellen.

### Verdere ontruimingen in 1980
Ook bij de ontruiming van een kraakpand aan de Prins Hendrikkade, nabij de Sint Nicolaaskerk, tegenover het Centraal Station, in augustus 1980 en bij de ontruiming van de 'Grote Wetering' aan de Weteringschans, tegenover het Rijksmuseum, in november 1980 waren er ongeregeldheden waarbij de ME in actie moest komen.

### Ontruiming Lucky Luyk in 1982

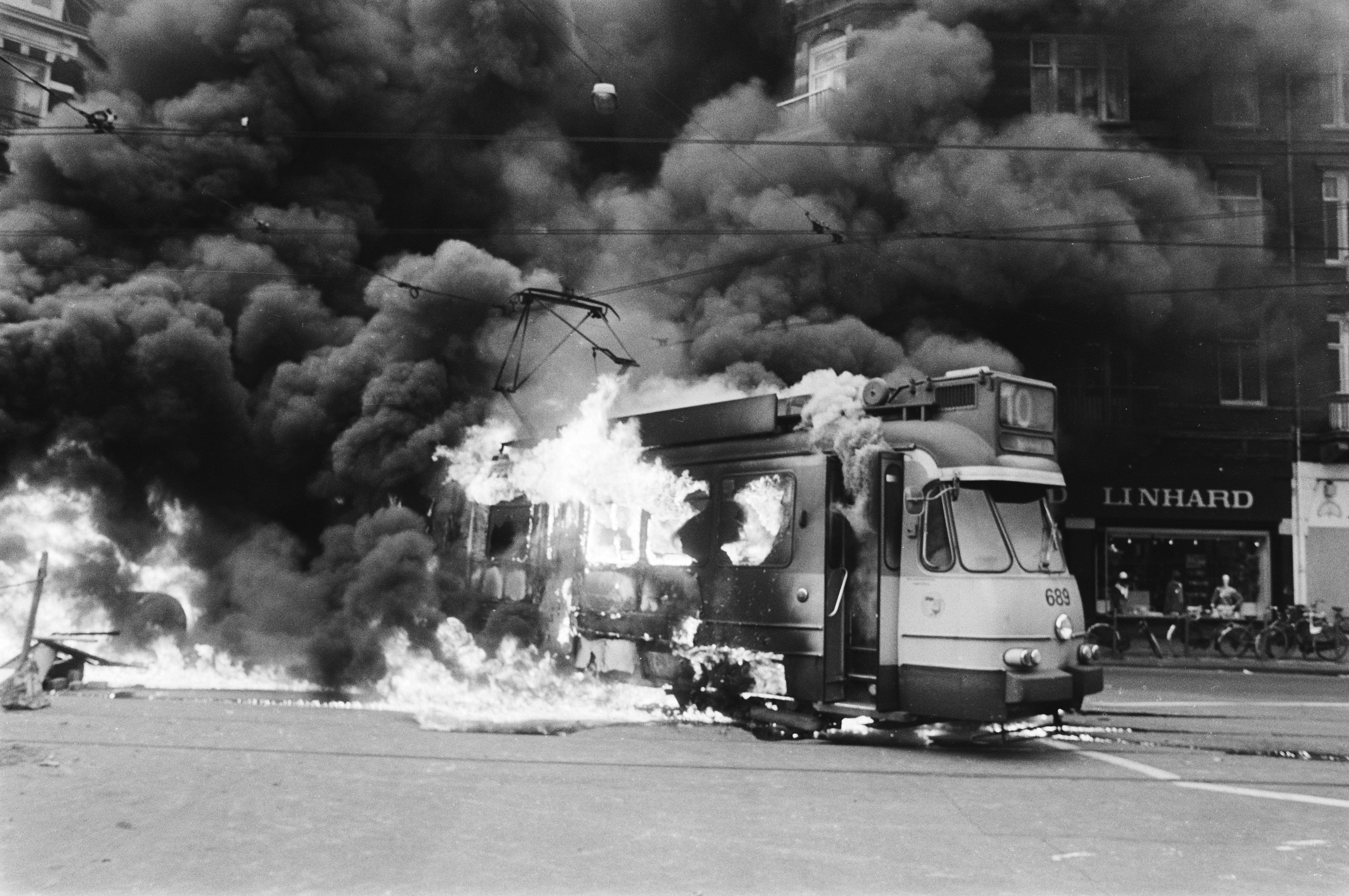
Brandende tram in de Van Baerlestraat; 11 oktober 1982.

Op 11 oktober 1982 braken heftige rellen uit rond de ontruiming van de Lucky Luyk aan de Jan Luykenstraat in het Museumkwartier. Hierbij vloog ook een tram in brand in de Van Baerlestraat. Deze rellen luidden een ommekeer in de verhoudingen tussen krakers enerzijds en de overheid, woningbouwverenigingen en vastgoedeigenaren anderzijds. Binnen de kraakbeweging begon zich na het kroningsoproer een verwijdering af te tekenen tussen verschillende alternatieve groeperingen en een meer militante kraakbeweging. De militante groeperingen raakten maatschappelijk geïsoleerd omdat de alternatieve en gematigde bewegingen, zoals in Het Oude RKZ in Groningen, hun primaire doel van jongerenhuisvesting en de bestrijding van leegstand via overleg konden bereiken. Bovendien ontstonden rond die tijd de eerste organisaties van jongeren en kunstenaars die overeenkomsten sloten met overheden en vastgoedeigenaren over het gebruik van leegstaande panden. In de jaren daarna is de antikraak uit contacten tussen verschillende belangenorganisaties binnen de typisch Nederlandse overlegcultuur voortgekomen.

### Latere krakersrellen vanaf 1984
Na de rellen rond de Lucky Luyk volgen met enige regelmaat rellen bij ontruimingen. In 1984 zijn er hevige rellen bij ontruimingen in de Ferdinand Bolstraat waarbij geplunderd wordt. In 1988 wordt voordat rellen uitbreken een pand in brand gestoken in de Conradstraat. Op het terrein van de voormalige ADM-werf worden de bewoners door Bertus Lüske aangevallen met een graafmachine. Uiteindelijk moesten de bewoners beschermd worden door de politie.
Vanaf de jaren negentig waren er minder rellen rond het kraken en de ontruimingen.